# Regine di Gerusalemme

Stemma del Regno di Gerusalemme.

Durante i 200 anni della sua esistenza, il Regno di Gerusalemme ebbe un protettore, 18 re (inclusi 7 jure uxoris) e cinque regine regnanti. Sei donne erano regine consorti, cioè regine come mogli dei re. Alcune di loro furono molto influenti nella storia del paese, avendo governato come reggenti per i loro figli minori ed eredi, oltre ad avere una grande influenza sui loro coniugi. Molti Re di Gerusalemme morirono celibi o da bambini.

## Regine di Gerusalemme

### Regine regnanti
Questa è una lista delle Regine regnanti di Gerusalemme che regnarono per loro diritto:
| Regina                                       | Ritratto | Nascita                                                                               | Consorte e coregnante | Morte                                                                |
| -------------------------------------------- | -------- | ------------------------------------------------------------------------------------- | --- | -------------------------------------------------------------------- |
| Melisenda 1131-1153                          |          | 1105 Gerusalemme figlia di Baldovino II di Gerusalemme e Morphia di Melitene          | Folco V, conte d'Angiò 2 giugno 1129 2 figli | 11 settembre 1161 Gerusalemme 61 anni                                |
| Sibilla 1186-1190                            |          | c. 1160 figlia di Amalrico I di Gerusalemme e Agnese di Courtenay                     | Guglielmo del Monferrato 1176 un figlio Guido di Lusignano aprile 1180 2 figlie | 25 luglio (probabile), 1190 Acri, Regno di Gerusalemme circa 40 anni |
| Isabella I 1190/1192-1205                    |          | 1172 Nablus, Regno di Gerusalemme figlia di Amalrico I di Gerusalemme e Maria Comnena | Onofrio IV di Toron novembre 1183 senza figli Corrado del Monferrato 24 novembre 1190 una figlia Enrico II di Champagne 6 maggio 1192 2 figlie Amalrico di Lusignano gennaio 1198 3 children | 5 aprile 1205 Acri, Regno di Gerusalemme 33 anni                     |
| Maria 1205-1212                              |          | 1192 figlia di Corrado del Monferrato e Isabella di Gerusalemme                       | Giovanni di Brienne 14 settembre 1210 una figlia | 1212 20 anni                                                         |
| Isabella II chiamata anche Yolanda 1212-1228 |          | 1212 figlia di Giovanni di Brienne e Maria del Monferrato                             | Federico II di Svevia agosto 1225 2 figli | 25 aprile 1228 Andria, Sacro Romano Impero 16 anni                   |

### Regine consorti

#### Casa di Boulogne (1099-1118)
| Ritratto | Nome               | Padre                                 | Nascita | Matrimonio                                      | Divenne Regina consorte                         | Incoronazione  | Cesso di essere Regina consorte                               | Morte          | Consorte    |
| -------- | ------------------ | ------------------------------------- | ------- | ----------------------------------------------- | ----------------------------------------------- | -------------- | ------------------------------------------------------------- | -------------- | ----------- |
|          | Arda d'Armenia     | Thoros I d'Armenia                    | -       | 1097                                            | 25 dicembre 1100 incoronazione del marito       | mai incoronata | 1105 matrimonio annullato, ma non secondo la Chiesa cattolica | dopo il 1117   | Baldovino I |
|          | Adelasia del Vasto | Manfredo Incisa del Vasto (Aleramici) | 1072/5  | settembre 1113 bigamia secondo papa Pasquale II | settembre 1113 bigamia secondo papa Pasquale II | mai incoronata | 1117 matrimonio annullato in seguito alle pressioni del Papa  | 16 aprile 1118 | Baldovino I |

#### Casa di Rethel (1118-1153)
| Ritratto | Nome                | Padre                | Nascita | Matrimonio | Divenne Regina consorte                 | Incoronazione          | Cessò di essere Regina consorte | Morte                  | Consorte     |
| -------- | ------------------- | -------------------- | ------- | ---------- | --------------------------------------- | ---------------------- | ------------------------------- | ---------------------- | ------------ |
|          | Morphia di Melitene | Gabriele di Melitene | -       | 1101       | 14 aprile 1118 incoronazione del marito | Natale 1119 a Betlemme | 1º ottobre 1126 o 1127          | 1º ottobre 1126 o 1127 | Baldovino II |

#### Casa d'Angiò (1143-1205)
| Ritratto | Nome                | Padre                                    | Nascita | Matrimonio             | Divenne Regina consorte                             | Incoronazione  | Cessò di essere Regina consorte              | Morte                             | Consorte      |
| -------- | ------------------- | ---------------------------------------- | ------- | ---------------------- | --------------------------------------------------- | -------------- | -------------------------------------------- | --------------------------------- | ------------- |
|          | Teodora Comnena     | sebastocratore Isacco Comneno (Comneni)  | 1145    | dopo il settembre 1158 | dopo il settembre 1158                              | -              | 10 febbraio 1162 morte del marito            | -                                 | Baldovino III |
|          | Agnese di Courtenay | Joscelin II di Edessa (Courtenay)        | 1133/6  | 1157                   | 10 febbraio 1162 ascesa del marito Template:NoteTag | mai incoronata | 1163 matrimonio annullato per consanguineità | settembre 1184 o 1º febbraio 1185 | Amalrico I    |
|          | Maria Comnena       | protosébastos Giovanni Comneno (Comneni) | 1154    | 29 agosto 1167         | 29 agosto 1167                                      | -              | 11 luglio 1174 morte del marito              | 1208-17                           | Amalrico I    |

#### Casa degli Aleramici (1205-1212)
- Nessuno

#### Casa di Brienne (1212-1228)
- Nessuno

#### Casa di Hohenstaufen (1228-1268)
| Ritratto | Nome                  | Padre                              | Nascita | Matrimonio        | Divenne Regina consorte | Incoronazione | Cessò di essere Regina consorte | Morte          | Consorte   |
| -------- | --------------------- | ---------------------------------- | ------- | ----------------- | ----------------------- | ------------- | ------------------------------- | -------------- | ---------- |
|          | Elisabetta di Baviera | Ottone II di Baviera (Wittelsbach) | 1227    | 1º settembre 1246 | 1º settembre 1246       | -             | 21 maggio 1254 morte del marito | 9 ottobre 1273 | Corrado II |

#### Casa di Lusignano (1268-1291)
| Ritratto | Nome              | Padre                    | Nascita | Matrimonio              | Divenne Regina consorte                    | Incoronazione | Cessò di essere Regina consorte | Morte         | Consorte |
| -------- | ----------------- | ------------------------ | ------- | ----------------------- | ------------------------------------------ | ------------- | ------------------------------- | ------------- | -------- |
|          | Isabella d'Ibelin | Guido di Ibelin (Ibelin) | 1241/42 | dopo il 23 gennaio 1255 | 24 settembre 1269 incoronazione del marito | -             | 24 marzo 1284 morte del marito  | 2 giugno 1324 | Ugo I    |